# Marc Berdoll
Marc Berdoll (Trélazé, 6 aprile 1953) è un ex calciatore francese, di ruolo attaccante.

## Palmarès

### Club

#### Competizioni nazionali
- Campionato francese di seconda divisione: 1

Angers: 1975-1976 (girone B)